# UFC 309
UFC 309: Jones vs. Miocic fue un evento de artes marciales mixtas producido por Ultimate Fighting Championship que se llevó a cabo el 16 de noviembre de 2024, en el Madison Square Garden en Nueva York, Nueva York, Estados Unidos.

## Historia
El evento marcará la octava visita de la promoción a Nueva York y la primera desde UFC 295 en noviembre de 2023.
Una pelea por el Campeonato Mundial de Peso Pesado de UFC entre el actual campeón (además de dos veces excampeón mundial de peso semipesado de UFC) Jon Jones y el dos veces excampeón Stipe Miocic está programada para encabezar el eventot.
Una revancha de peso ligero de cinco asaltos entre el excampeón mundial de peso ligero de UFC Charles Oliveira y el tres veces excampeón mundial de peso ligero de Bellator (además de exretador titular de UFC) Michael Chandler está programada para llevarse a cabo en la coestelar. El par se enfrentó previamente por el campeonato vacante en mayo de 2021, en UFC 262, donde Oliveira ganó por TKO en el segundo asalto.

## Resultados
1. ↑  Por el Campeonato Mundial de Peso Pesado de UFC.

## Bonificaciones
Los siguientes peleadores recibieron bonos de $50.000.
- Pelea de la Noche: Charles Oliveira vs. Michael Chandler
- Actuación de la Noche: Jon Jones, Ramiz Brahimaj, y Oban Elliott